# منتخب أيرلندا لكرة السلة للسيدات
منتخب أيرلندا الوطني لكرة السلة للسيدات هو ممثل جمهورية أيرلندا الرسمي في المنافسات الدولية في كرة السلة للسيدات.